# Zethes insularis
Zethes insularis là một loài bướm đêm trong họ Erebidae.